# Marco Heering
Marco Heering (Apeldoorn, 8 mei 1970) is een Nederlands oud-profvoetballer en huidig voetbalcoach. De rechtsbuiten speelde zestien seizoenen betaald voetbal bij achtereenvolgens Go Ahead Eagles, Willem II en Fortuna Sittard.

## Clubcarrière
Heering begon met voetballen bij AGOVV, toen dit nog een amateurclub was. Hij maakte zijn profdebuut op 5 maart 1988 in de wedstrijd Go Ahead Eagles - RBC 1-2, toen hij na 46 minuten inviel voor Arno Hofstede. Heering speelde met Willem II drie wedstrijden in de UEFA Cup, behaald dankzij een vijfde plaats in het eindklassement van het seizoen 1997/98. In de eerste ronde deed hij in beide ontmoetingen met Dinamo Tbilisi mee (twee keer 3-0 winst). Tijdens de tweede ronde tegen Real Betis speelde hij mee in het thuisduel (1-1). Na zijn laatste profcontract in Sittard keerde hij terug naar de amateurs, bij Babberich en Wijhe '92. Hij speelde zijn laatste wedstrijd als voetbalprof op 17 maart 2002 (FC Utrecht - Fortuna Sittard 3-0), toen hij na 77 minuten inviel voor Rolf Landerl.
Na zijn actieve sportcarrière bleef de Apeldoorner actief in het voetbal. Hij werd in 2009 trainer van Jong AGOVV en assistent-trainer bij het eerste van de - dan inmiddels - profclub. Bij AGOVV leidde hij bovendien samen met Roberto Klomp de laatste helft van eerste divisie-seizoen 2006/07 een half jaar de hoofdmacht, na het ontslag van hoofdcoach Rini Coolen. In januari 2013 ging AGOVV Apeldoorn failliet. In het seizoen 2013/14 wordt Heering assistent-trainer bij Almere City FC en hoofdcoach van de beloften. na het ontslag van Maarten Stekelenburg in december 2015, werd Heering ad-interim hoofdtrainer.
Heering woont in Wijhe

## Clubstatistieken
| Seizoen  | Club            | Competitie     | Duels | Goals |
| -------- | --------------- | -------------- | ----- | ----- |
| 1987-'92 | Go Ahead Eagles | Eerste divisie | 66    | 13    |
| 1992-'96 | Go Ahead Eagles | Eredivisie     | 118   | 19    |
| 1996-'99 | Willem II       | Eredivisie     | 38    | 6     |
| 1998-'02 | Fortuna Sittard | Eredivisie     | 57    | 5     |
| Totaal   | Totaal          | Totaal         | 279   | 43    |

## Trivia
Samen met Paul Bosvelt en Dennis Hulshoff vormde hij in de jaren negentig de rechterflank bij Go Ahead Eagles. Vanwege hun zelfde haardracht kregen zij de bijnaam Kwik, Kwek en Kwak.